# فانک بالاشهری
«فانک بالاشهری» تک‌آهنگی از هنرمند اهل انگلستان مارک رانسون، به همراهی برونو مارس است که در ۱۰ نوامبر ۲۰۱۴ منتشر شد.
این تک‌آهنگ در چارت‌های سراسر دنیا شامل استرالیا، بلژیک، کانادا، کراوسی، فرانسه، مجارستان، آفریقای جنوبی، اسپانیا، بریتانیا و آمریکا در رتبه اول و در چارت‌های بسیاری جزو ده ترانه اول قرار گرفت.